# Brösarps kyrka
Brösarps kyrka är en kyrkobyggnad i Brösarp. Den är församlingskyrka i Brösarp-Tranås församling i Lunds stift.

## Kyrkobyggnaden
Kyrkan uppfördes ursprungligen på 1100-talet i romansk stil. På 1200-talet gjordes kalkmålningar som delvis finns bevarade. I slutet av 1700-talets byggdes den norra korsarmen. Runt 1860 fick den sällskap av den södra korsarmen, och tornet byggdes om. Därmed doldes den romanska karaktären mycket av de stora korsarmarna och det ombyggda tornet, i alla fall exteriört. Samtidigt blottlades de tidigmedeltida kyrkomålningarna återigen genom att 1400-talsvalven togs bort och ersattes av ett högre tak. Målningarna finns på triumfbågens vägg och absidvalven och föreställer främst Kristi tillkommelse med evangelister och apostlar omkring inramat av ornament.
År 1972 restaurerades kyrkan efter Torsten Leon-Nilsons ritningar.

## Inventarier
- Dopfunten av granit utfördes under 1100- eller 1200-talet. Den är gjord i enkel stil. Dess mässingsfat gjordes under 1600-talet.
- Predikstolen gjordes i början av 1600-talet.
- I kyrkan finns en altaruppsats i barockstil utförd 1761/1762. Den flyttades dock undan för att göra plats åt de medeltida målningarna när dessa upptäcktes.
- Flera medeltida träskulpturer från kyrkan finns bevarade, men dessa finns numera på Lunds universitets historiska museum.

### Orgel
- 1870 byggde Sven Fogelberg, Lund en orgel med 8 stämmor.
- Den nuvarande orgeln byggdes 1961 av A. Mårtenssons Orgelfabrik AB, Lund och är en mekanisk orgel. Fasaden är från 1870 års orgel.

| Huvudverk I   | Svällverk II      | Pedal        | Koppel |
| Gedackt 8'    | Spetsgamba 8´     | Subbas 16´   | I/P    |
| Principal 4'  | Rörflöjt 4'       | Nachthorn 4´ | II/P   |
| Gemshorn 2'   | Principal 2'      |              | II/I   |
| Mixtur 3 chor | Larigot 1 1/3'    |              |        |
|               | Crescendosvällare |              |        |

## Kyrkogården
På Brösarps kyrkogård ligger Hanna Johansdotter begravd. Johansdotter mördades av sin man och hans mor vid det som kom att kallas Yngsjömordet.

## Bildgalleri

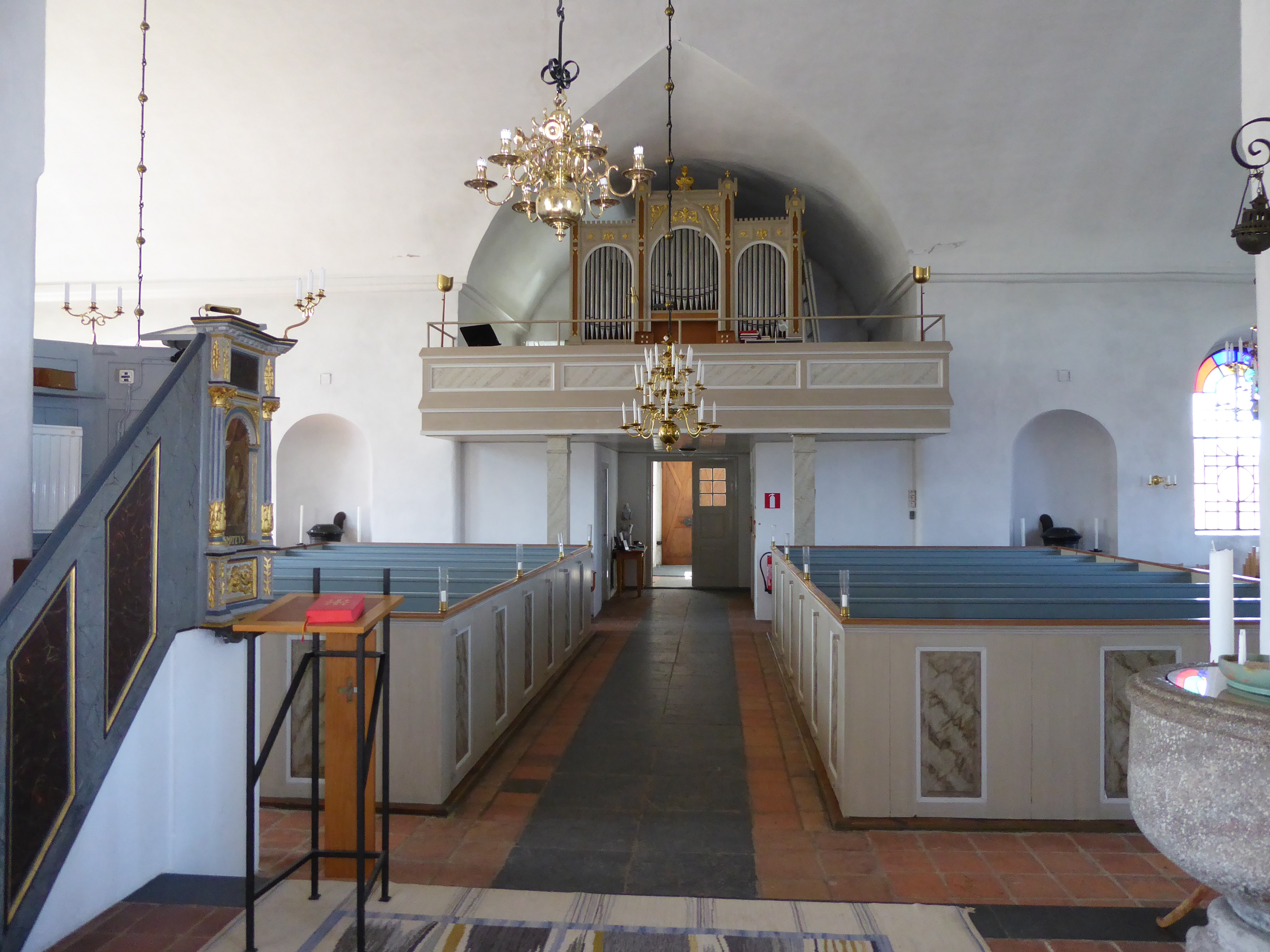
Kyrkorum mot väster
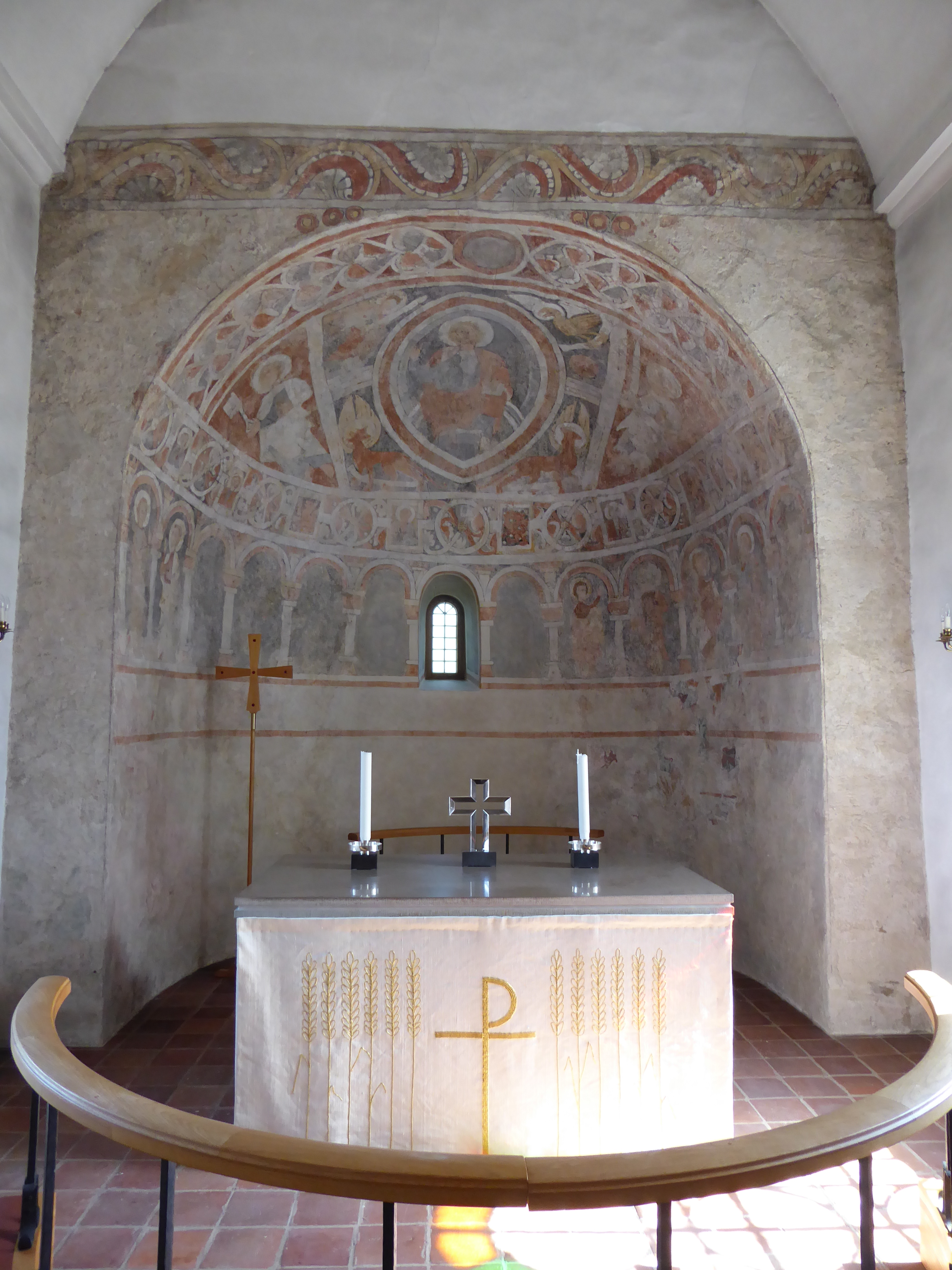
Altare
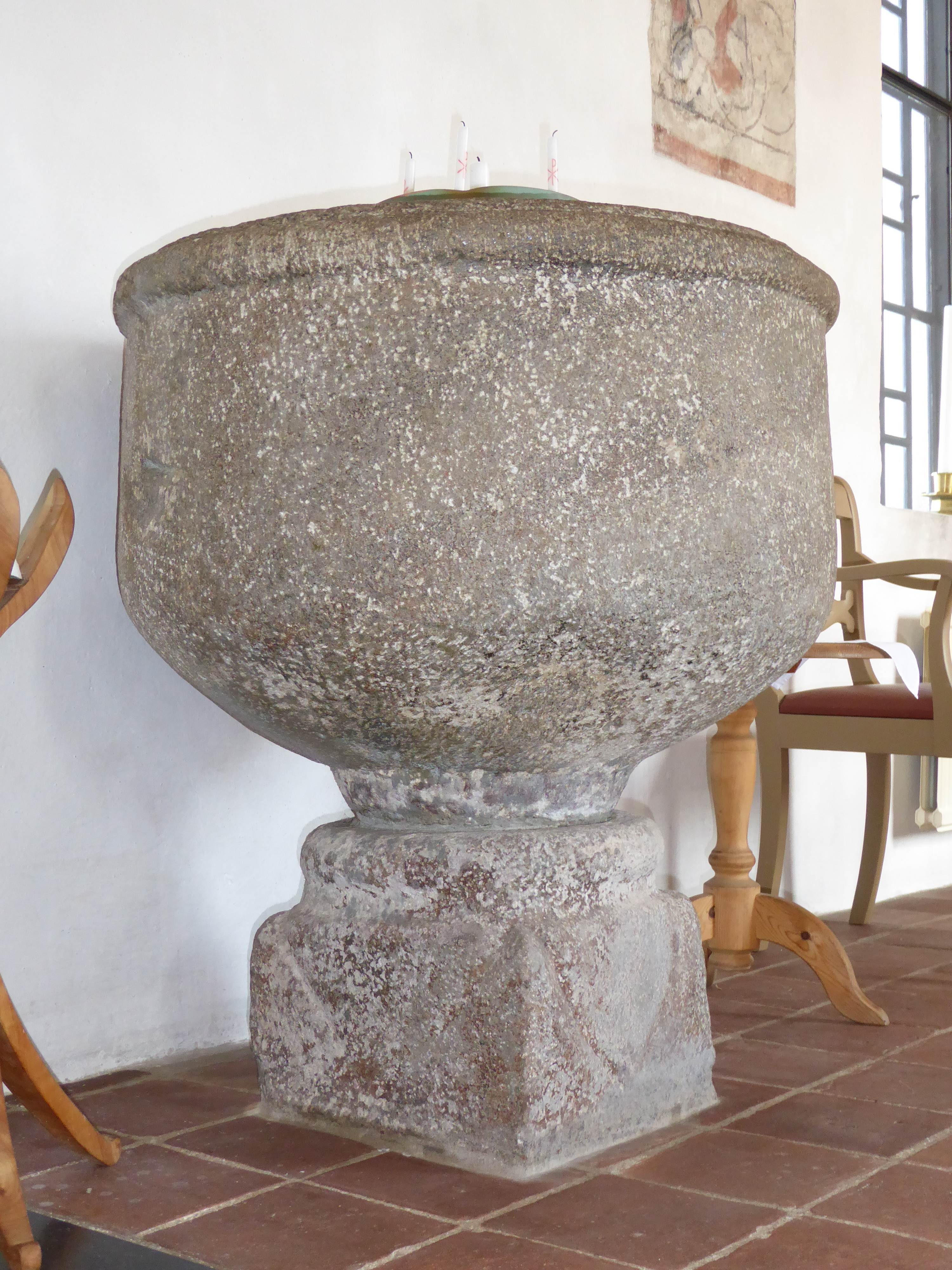
Dopfunt
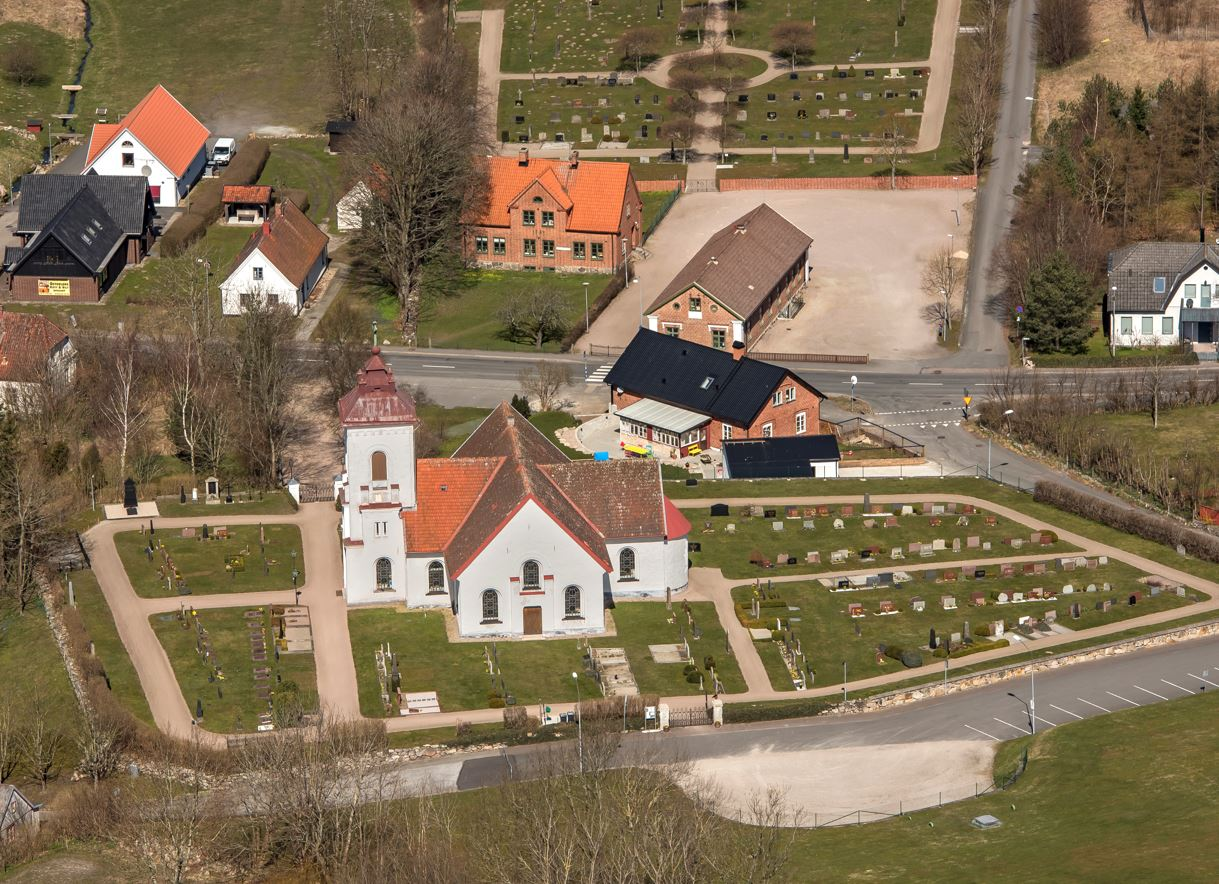
Flygvy